# Thaumatodon hystricelloides
Thaumatodon hystricelloides là một loài minute air-breathing land snail, a terrestrial pulmonate gastropoda Mollusca trong họ Endodontidae.
This species được tìm thấy ở ly in Samoa.
It is an endangered species.